# 电话案
电话案（英語：The Telephone Cases；126 U.S. 1 (1888)）是指1870年代到1880年代在美国与电话发明相关的一系列案件；这些案件最终由美国最高法院于1888年作出终审裁决，该裁决维持亚历山大·格拉汉姆·贝尔对电话专利的优先权。这些电话专利是美国贝尔电话公司与贝尔系统所赖以生存的，尽管它们也已经从爱米尔·贝利纳那获得了关键的麦克风专利。
这起著名诉讼案的发起人（原告）为西联电报公司，这是一家比贝尔电话公司规模更大且现金更充裕的公司。西联电报公司提出了丹尼尔·德拉博、以利沙·格雷、安东尼奥·穆奇和约翰·菲利普·雷斯等人的几项专利权利要求，以使得亚历山大·格拉汉姆·贝尔可追溯到1876年3月的有关电话的主专利权和附属专利权失效。如果西联取得胜利，那么这将立即摧毁贝尔电话公司，从而让西联取代贝尔在电话领域的垄断地位。
得益于律师莱桑德·希尔（Lysander Hill）的雄辩，美国最高法院以一票之差裁定人民电话公司（Peoples Telephone Company）诉美国贝尔电话公司案中，贝尔的专利权无效。在一家下级法院中，人民电话公司的股票曾在早期的诉讼中短暂上涨；但在原告丹尼尔·德拉博出庭表明立场并作证后出现下跌。在法庭上，德拉博说道：“我不记得我是如何做到的。我一直在朝这方面努力。我也不记得我是不是偶然发明它的。我不记得我有人和人谈论过这个。”